# Yendrick Ruiz
Yendrick Alberto Ruiz González (Alajuelita, San José, Costa Rica, 12 de abril de 1987) es un exfutbolista costarricense. Actualmente es el cordinador de liga menor en el Club Sport Herediano. Es el máximo goleador del Club Sport Herediano y uno de los jugadores con más títulos de la misma institución. Su último club fue el Club Sport Herediano, dónde pudo lograr un bicampeonato.

## Trayectoria
Yendrick Ruiz ingresó a las divisiones inferiores de Alajuelense para formarse como futbolista profesional a partir del año 2003.

### L. D. Alajuelense
Realizó su debut en la Primera División el 12 de noviembre de 2006, en un partido que enfrentó a Santacruceña y que terminó en triunfo de los liguistas por 1-0.
Su primer gol vistiendo la camiseta rojinegra se dio el 18 de enero de 2009, sobre el conjunto de San Carlos al minuto 27' en el Estadio Carlos Ugalde en la victoria de su equipo con marcador de 2-3.

### Brujas F. C.
El 8 de mayo de 2010, el gerente deportivo del club Luis Roberto Sibaja, decide enviar a Ruiz en condición de préstamo al Brujas. Debutó el 1 de agosto por la segunda jornada del Campeonato de invierno contra el Puntarenas en el Estadio "Lito" Pérez. El atacante ingresó de cambio al minuto 79' por William Sunsing. Finalizó la campaña con únicamente tres apariciones y se marchó sin anotar goles.

### Puntarenas F. C.
Para la temporada 2011-12, se convirtió en nuevo fichaje del Puntarenas. En comparación con los torneos anteriores, en esta ocasión adquirió el protagonismo para ser uno de los referentes en el ataque de su equipo, donde sumó la cifra de trece goles en 36 partidos disputados.

### C. S. Herediano
A mediados de 2012, Yendrick es nuevo futbolista del Herediano, llegando en calidad de agente libre tras haber firmado un precontrato en el certamen anterior cuando militaba para Puntarenas.
Jugó su primer partido como florense el 26 de julio de 2012, frente al Santos de Guápiles por la fecha inaugural del Campeonato de invierno, en la que completó 80 minutos de participación y el resultado acabó en victoria 2-0. Concreta su primer tanto el 2 de septiembre, en el empate 1-1 de local contra el Cartaginés.
El 25 de mayo de 2013, se hace con el Campeonato de Verano tras vencer al conjunto del Cartaginés en la tanda de penales.
El 23 de mayo de 2015, obtiene el título de Verano en el cual su equipo derrotó a Alajuelense en la definición de los penales.

### F. C. Pune City
El 16 de julio de 2015, se anunció la salida de Yendrick a préstamo por seis meses en el Pune City de la India. Con solo nueve escasas apariciones sin poder anotar, el 25 de noviembre de ese año fue vinculado nuevamente al Herediano tras la conclusión del préstamo.

### C. S. Herediano
Su regreso al conjunto rojiamarillo se ratificó de forma oficial el 19 de diciembre de 2015 por el gerente deportivo Jafet Soto, siendo anunciado junto a los refuerzos Víctor Núñez y Walter Silva.
El 14 de mayo de 2016, se proclama con su equipo monarca del Campeonato de Verano, donde marcó uno de los goles en la final de vuelta sobre Alajuelense.

### Chiangmai F. C.
El 20 de diciembre de 2016, Ruiz salió de su país para convertirse en legionario por segunda ocasión, firmando para el club Buriram United de Tailandia en condición de cedido por un año. Sin embargo, al arribar a territorio tailandés, el Bangkok Glass le mejoró la oferta la cual fue aceptada por el jugador. El 9 de enero de 2017, el delantero no pudo ser incluido en el equipo debido a que este ya ocupaba todas las plazas de extranjeros, por lo que terminó prestado al Chiangmai de la segunda categoría. En la temporada convirtió siete goles en veintiún presencias y el 21 de octubre terminó su ligamen.

### C. S. Herediano
El 10 de noviembre de 2017, Yendrick confirmó su vuelta al Herediano. El 27 de enero de 2018, se convirtió en el sexto máximo anotador histórico de los rojiamarillos tras alcanzar 69 goles, lista en la que es superado por Claudio Jara (99), Víctor Núñez (88), Fernando Montero (86), Javier Wanchope (73) y Minor Díaz (70).
El 1 de noviembre de 2018, conquista el cetro de la Liga Concacaf el cual se convierte en el primer título internacional para su equipo. Yendrick recibió el balón de oro como el mejor jugador del torneo.

### C. D. Oriente Petrolero
Llega el 10 de febrero de 2019.

## Selección nacional
Hizo su debut como internacional absoluto con la selección costarricense el 28 de mayo de 2013, en un compromiso amistoso que enfrentó a Canadá en el Commonwealth Stadium de Edmonton. Ruiz entró de cambio al minuto 67' por Allen Guevara y su país ganó de manera ajustada 0-1.
Disputó su primera competencia formal en la Copa de Oro de la Concacaf 2013, en la que ingresó de variante en la mayoría de los encuentros. Los costarricenses fueron eliminados en cuartos de final por Honduras.
Fue tomado en cuenta para escasos partidos de las eliminatorias a los mundiales hacia Brasil 2014 y Rusia 2018. Tuvo su inicio en juegos de esta índole el 6 de septiembre de 2016 en la victoria por 3-1 sobre Panamá. El delantero participó 26 minutos en esa oportunidad.

## Estadísticas

### Clubes
Actualizado al último partido jugado el 1 de noviembre de 2018.
| L. D. Alajuelense Costa Rica |               |               |     |     |   |    |    |     |     |     |
| 1.ª | 2006-07       | 2             | 0   | —   | — | —  | —  | 2   | 0   |     |
| 1.ª | 2007-08       | 4             | 0   | —   | — | —  | —  | 4   | 0   |     |
| 1.ª | 2008-09       | 13            | 3   | —   | — | 1  | 0  | 14  | 3   |     |
| 1.ª | 2009-10       | 6             | 0   | —   | — | —  | —  | 6   | 0   |     |
| Total club | Total club    | 25            | 3   | —   | — | 1  | 0  | 26  | 3   |     |
| Brujas F. C. Costa Rica |               |               |     |     |   |    |    |     |     |     |
| 1.ª | 2010-11       | 3             | 0   | —   | — | 1  | 0  | 4   | 0   |     |
| Total club | Total club    | 3             | 0   | —   | — | 1  | 0  | 4   | 0   |     |
| Puntarenas F. C. Costa Rica |               |               |     |     |   |    |    |     |     |     |
| 1.ª | 2011-12       | 36            | 13  | —   | — | —  | —  | 36  | 13  |     |
| Total club | Total club    | 36            | 13  | —   | — | —  | —  | 36  | 13  |     |
| C. S. Herediano Costa Rica |               |               |     |     |   |    |    |     |     |     |
| 1.ª | 2012-13       | 46            | 17  | 1   | 0 | 5  | 0  | 52  | 17  |     |
| 1.ª | 2013-14       | 25            | 8   | 0   | 0 | 2  | 1  | 27  | 9   |     |
| 1.ª | 2014-15       | 30            | 19  | 4   | 0 | 7  | 5  | 41  | 24  |     |
| Total club | Total club    | 101           | 44  | 5   | 0 | 14 | 6  | 120 | 50  |     |
| F. C. Pune City India |               |               |     |     |   |    |    |     |     |     |
| 1.ª | 2015          | 9             | 0   | —   | — | —  | —  | 9   | 0   |     |
| Total club | Total club    | 9             | 0   | —   | — | —  | —  | 9   | 0   |     |
| C. S. Herediano Costa Rica |               |               |     |     |   |    |    |     |     |     |
| 1.ª | 2015-16       | 25            | 11  | —   | — | —  | —  | 25  | 11  |     |
| 1.ª | 2016-17       | 22            | 13  | —   | — | 3  | 3  | 25  | 16  |     |
| Total club | Total club    | 47            | 24  | —   | — | 3  | 3  | 50  | 27  |     |
| Chiangmai F. C. Tailandia |               |               |     |     |   |    |    |     |     |     |
| 2.ª | 2017          | 21            | 7   | 1   | 0 | —  | —  | 22  | 7   |     |
| Total club | Total club    | 21            | 7   | 1   | 0 | —  | —  | 22  | 7   |     |
| C. S. Herediano Costa Rica |               |               |     |     |   |    |    |     |     |     |
| 1.ª | 2017-18       | 24            | 9   | —   | — | 2  | 1  | 26  | 10  |     |
| 1.ª | 2018-19       | 13            | 4   | —   | — | 8  | 5  | 21  | 9   |     |
| Total club | Total club    | 37            | 13  | —   | — | 10 | 6  | 47  | 19  |     |
| Total carrera | Total carrera | Total carrera | 279 | 104 | 6 | 0  | 29 | 15  | 314 | 119 |
| (1) Incluye datos de la Supercopa de Costa Rica (2012) / Torneo de Copa (2013-14) / Thai FA Cup (2017) / Thai League Cup (2017). (2) Incluye datos de la Liga de Campeones de la Concacaf (2008-18) / Liga Concacaf (2018). (3) No incluye goles en partidos amistosos. |               |               |     |     |   |    |    |     |     |     |

### Partidos con selección
| #  | Fecha                   | Sede                                                   | Oponente             | Resultado | Competencia             | Sustitución              |
| -- | ----------------------- | ------------------------------------------------------ | -------------------- | --------- | ----------------------- | ------------------------ |
| 1. | 28 de mayo de 2013      | Commonwealth Stadium, Edmonton, Canadá                 | Canadá               | 0 - 1     | Amistoso                | 67' (por Allen Guevara)  |
| 2. | 9 de julio de 2013      | Jeld-Wen Field, Portland, Estados Unidos               | Cuba                 | 3 - 0     | Copa de Oro 2013        | 78' (por Álvaro Saborío) |
| 3. | 13 de julio de 2013     | Rio Tinto Stadium, Utah, Estados Unidos                | Belice               | 1 - 0     | Copa de Oro 2013        | 89' (por Álvaro Saborío) |
| 4. | 21 de julio de 2013     | M&T Bank Stadium, Maryland, Estados Unidos             | Honduras             | 1 - 0     | Copa de Oro 2013        | 72' (por Jairo Arrieta)  |
| 5. | 14 de agosto de 2013    | Estadio Quisqueya, Santo Domingo, República Dominicana | República Dominicana | 0 - 4     | Amistoso                | 57' (por Víctor Núñez)   |
| 6. | 6 de septiembre de 2016 | Estadio Nacional, San José, Costa Rica                 | Panamá               | 3 - 1     | Eliminatoria Rusia 2018 | 64' (por Joel Campbell)  |
| 7. | 23 de marzo de 2018     | Hampden Park, Glasgow, Escocia                         | Escocia              | 0 - 1     | Amistoso                | 69' (por Marco Ureña)    |
| 8. | 27 de marzo de 2018     | Allianz Riviera, Niza, Francia                         | Túnez                | 1 - 0     | Amistoso                | 85' (por Bryan Ruiz)     |

## Palmarés

### Títulos nacionales
| Título                         | Club           | País       | Año  |
| ------------------------------ | -------------- | ---------- | ---- |
| Primera División de Costa Rica | C. S Herediano | Costa Rica | 2013 |
| Primera División de Costa Rica | C. S Herediano | Costa Rica | 2015 |
| Primera División de Costa Rica | C. S Herediano | Costa Rica | 2016 |
| Primera División de Costa Rica | C. S Herediano | Costa Rica | 2018 |
| Primera División de Costa Rica | C. S Herediano | Costa Rica | 2019 |
| Supercopa de Costa Rica        | C. S Herediano | Costa Rica | 2020 |
| Primera División de Costa Rica | C. S Herediano | Costa Rica | 2021 |
| Supercopa de Costa Rica        | C. S Herediano | Costa Rica | 2022 |
| Supercopa de Costa Rica        | C. S Herediano | Costa Rica | 2024 |
| Primera División de Costa Rica | C. S Herediano | Costa Rica | 2024 |
| Primera División de Costa Rica | C. S Herediano | Costa Rica | 2025 |

### Títulos internacionales
| Título        | Club            | Sede        | Año  |
| ------------- | --------------- | ----------- | ---- |
| Liga Concacaf | C. S. Herediano | Tegucigalpa | 2018 |

### Distinciones individuales
| Distinción                                                      | Año  |
| --------------------------------------------------------------- | ---- |
| Máximo anotador de la Primera División de Costa Rica (14 goles) | 2015 |
| Máximo anotador de la Primera División de Costa Rica (11 goles) | 2016 |
| Máximo anotador de la Primera División de Costa Rica (13 goles) | 2017 |
| Balón de oro de la Liga Concacaf 2018                           | 2018 |
| Máximo goleador en la historia del Club Sport Herediano         | 2020 |
| Máximo goleador del Torneo Apertura (10 goles)                  | 2022 |

## Vida privada
Es hermano del exfutbolista Bryan Ruiz.